# 5581 Міцуко
5581 Міцуко (5581 Mitsuko) — астероїд головного поясу, відкритий 10 лютого 1989 року.
Тіссеранів параметр щодо Юпітера — 3,520.